# Cop (film)
Pour les articles homonymes, voir Cop.
Pour plus de détails, voir Fiche technique et Distribution.
Cop (Cop) est un film américain réalisé par James B. Harris d'après le roman de James Ellroy, sorti en 1988.

## Synopsis
Policier désabusé affecté au LAPD, Lloyd Hopkins enquête sur le meurtre sauvage d'une femme retrouvée morte dans son appartement d'Hollywood. Le sergent découvre que le crime s'inscrit dans une série étalée sur plusieurs années.

## Fiche technique
- Titre original : Cop
- Titre français : Cop
- Réalisation : James B. Harris
- Scénario : James B. Harris d'après le roman Lune sanglante de James Ellroy
- Photographie : Steve Dubin
- Montage : Anthony Spano
- Musique : Michel Colombier
- Production : Thomas Coleman, James B. Harris, Michael Rosenblatt, John Strong et James Woods
- Pays d'origine : États-Unis
- Format : Couleurs - 1,85:1 - Stéréo
- Genre : policier
- Durée : 110 minutes
- Date de sortie : 1988

## Distribution
- James Woods (VF : Joël Martineau) : Lloyd Hopkins
- Lesley Ann Warren (VF : Anne Deleuze) : Kathleen McCarthy
- Charles Durning (VF : Philippe Dumat) : Dutch Peltz
- Charles Haid (VF : Vincent Grass) : Delbert 'Whitey' Haines
- Raymond J. Barry (VF : Jean-Luc Kayser) : le capitaine Fred Gaffaney
- Randi Brooks (VF : Céline Monsarrat) : Joanie Pratt
- Annie McEnroe : Amy Cranfield
- Rick Marotta : Wilson
- Helen Page Camp : Estelle Peltz
- Dennis Cleveland Stewart : Lawrence « Birdman » Henderson